# Alfa Romeo 2600
Alfa Romeo 2600 (серия 106) — автомобиль, производившийся итальянской автомобильной компанией Alfa Romeo как преемник модели Alfa Romeo 2000.
Модель 2600 была впервые представлена на Женевском автосалоне 1962 года в модификациях: Berlina (четырёхдверный седан), Spider (двухдверный кабриолет), Sprint (двухдверный кузов-купе). 2600 являлась дальнейшим развитием серии 2000 выпускавшейся в 1958 - 1962 годах. Основное новшество заключалось в установке 6-цилиндрового инжекторного двигателя объемом 2,6 литра.
Количество выпущенных автомобилей: 
- Berlina — 2038 автомобилей
- Sprint — 6999 автомобилей
- Spider — 2255 автомобилей
- 2600 Berlina De Luxe OSI — 54 автомобиля
- Sprint Zagato — 105 автомобилей.

С точки зрения продаж, модель 2600 не увенчались успехом, несмотря на то, что они заслужили признание за отличный двигатель. Низкие продажи были связаны не только с повышенными ценами на модели 2600. Автомобили плохо сравнивались с современными аналогами, в том числе с самой Alfa Romeo. Завод решил сконцентрировать свои ограниченные ресурсы развития на Джулии, (автомобиле среднего класса), которая была представлена примерно в то же время. Флагманский ряд 2600 был лишь развитием 2000 с новым двигателем. Это все, что завод мог сделать с доступными ресурсами.
Новый двигатель также добавил вес и длину спереди. Поскольку 2600 была флагманской моделью Alfa Romeo, ожидания были высокими и клиенты быстро заметили недостатки, как на бумаге, так и на дороге. Например, радиальные шины 165-400, установленные на 2600, были всего лишь на 10 мм (0,4 дюйма) шире по сравнению с шинами 155-15, установленными на Giulietta, хотя 2600 имели значительно большую мощность и вес. Когда появилась новая Джулия с совершенно новой ходовой частью, 2600 померк еще больше.
Еще одна причина низких продаж — стилизация и концепция. Стиль Берлины был слишком строгим и это отразилось на особенно плохих продажах этой модели. В то время как большинство седанов Alfa Romeo в истории марки являлись более специализированными спортивными моделями в том же диапазоне. У 2600 Spider был стиль, который считался производным от своей меньшей модели, Giulietta Spider. Красивый, но не обладающий изяществом и балансом меньшего автомобиля. Обработка более крупного автомобиля также понесла, пожалуй, несправедливое сравнение с управляемостью Giulietta Spider, и это важный фактор в автомобиле со спортивными претензиями. Один пункт продаж в его пользу состоял в том, что это был четырехместный кабриолет, хотя два задних сиденья были довольно тесными.
Sprint 2600 имел гораздо лучшую оценку. Это было большое торжественное купе, в котором на высоких скоростях могли разместиться четверо взрослых в комфортных условиях. Таким образом, он не подвергался несправедливым сравнениям с другими моделями в линейке Alfa Romeo, так как никто из них не мог сравниться с ним напрямую. В этом режиме работы, ориентированном скорее на быстрое турне, чем спортивное вождение, маневренность и балансировочный баланс меньших Alfa имели меньшее значение, в то время как стабильность и плавность езды на большом автомобиле и широкая силовая и крутящаяся скорость шестицилиндрового двигателя, был на своём месте. Добавленные к большему пространству и комфорту эти добродетели сделали 2600 Sprint намного выгодным вариантом по сравнению с остальной линейкой 2600. Автомобиль также унаследовал современный дизайн своего предшественника, Sprint 2000, и это, безусловно, способствовало тому, что он стал лучшим по продажам в линейке 2600. Эта форма была результатом первого крупного проекта Джорджетто Джуджиаро в качестве главного дизайнера для Carrozeria Bertone и, возможно, является одним из самых влиятельных дизайнов в истории автомобильного стиля.
Некоторое количество 2600 Sprint было куплено итальянским правительством и специально оборудовано и модифицировано для использования в качестве автомашин дорожной полиции и карабинеров, получивших прозвище «Пантера» (пантера) и «Газзелла» (газель), из-за эмблем этих полицейских формирований. Автомобили были очень пригодны для высокоскоростных целей, направленных на то, чтобы противостоять росту вооруженных грабежей моторизованными бандами в 1960-х годах в Италии и появились в довольно разных жанровых фильмах того времени.
Семейство 2600 было заменено на вершине линейки Alfa моделью 1750 в 1968 году. 1750-е годы были усовершенствованы версиями 1600 куб. Giulia, которые оставались в производстве, поэтому еще раз флагман Alfa Romeo был производным продуктом, созданным путем модернизации существующего двигателя и незначительного рестайлинга. Однако все сходство с 2600 заканчивалось. 1750 и 2000, которые произошли от них, имели больший успех для Alfa Romeo со всех точек зрения, особенно продаж. 
Сегодня, как классика, 2600 Sprint и Spider востребованы и оценены коллекционерами для изысканного и роскошного стиля как кузовов, так и интерьера, для производительности, технологии и звука шестицилиндрового двигателя с двумя кулачками, и, возможно, по иронии судьбы за их редкость по сравнению с более успешными моделями Alfa Romeo той же эпохи. Тот факт, что автомобили редки, означает, что их сегодняшние владельцы должны выделять много усилий и ресурсов для восстановления и обслуживания. Купе 2600 SZ вообще являются очень редкими и ценными для коллекционеров, (всего было выпущено 105 автомобилей), сегодня они являются самой ценной моделью в ассортименте. 2600 OSI De Luxe всегда был крайне редок, но нет никаких признаков того, что он стал особенно желательным в качестве предмета коллекционера.
| Модификация                       | Объем двигателя | Топливная система | Степень сжатия | Мощность | Максимальная скорость |
| --------------------------------- | --------------- | ----------------- | -------------- | -------- | --------------------- |
| Berlina                           | 2584 см/куб     | Два карбюратора   | 8,5:1          | 130 л.с. | 175 км/ч              |
| Sprint,Spider,OSI Berlina De Luxe | 2584 см/куб     | Три карбюратора   | 9,0:1          | 145 л.с  | 200 км/ч              |
| Sprint Zagato                     | 2584 см/куб     | Три карбюратора   | 9,0:1          | 165 л.с  | 215 км/ч              |

## Галерея

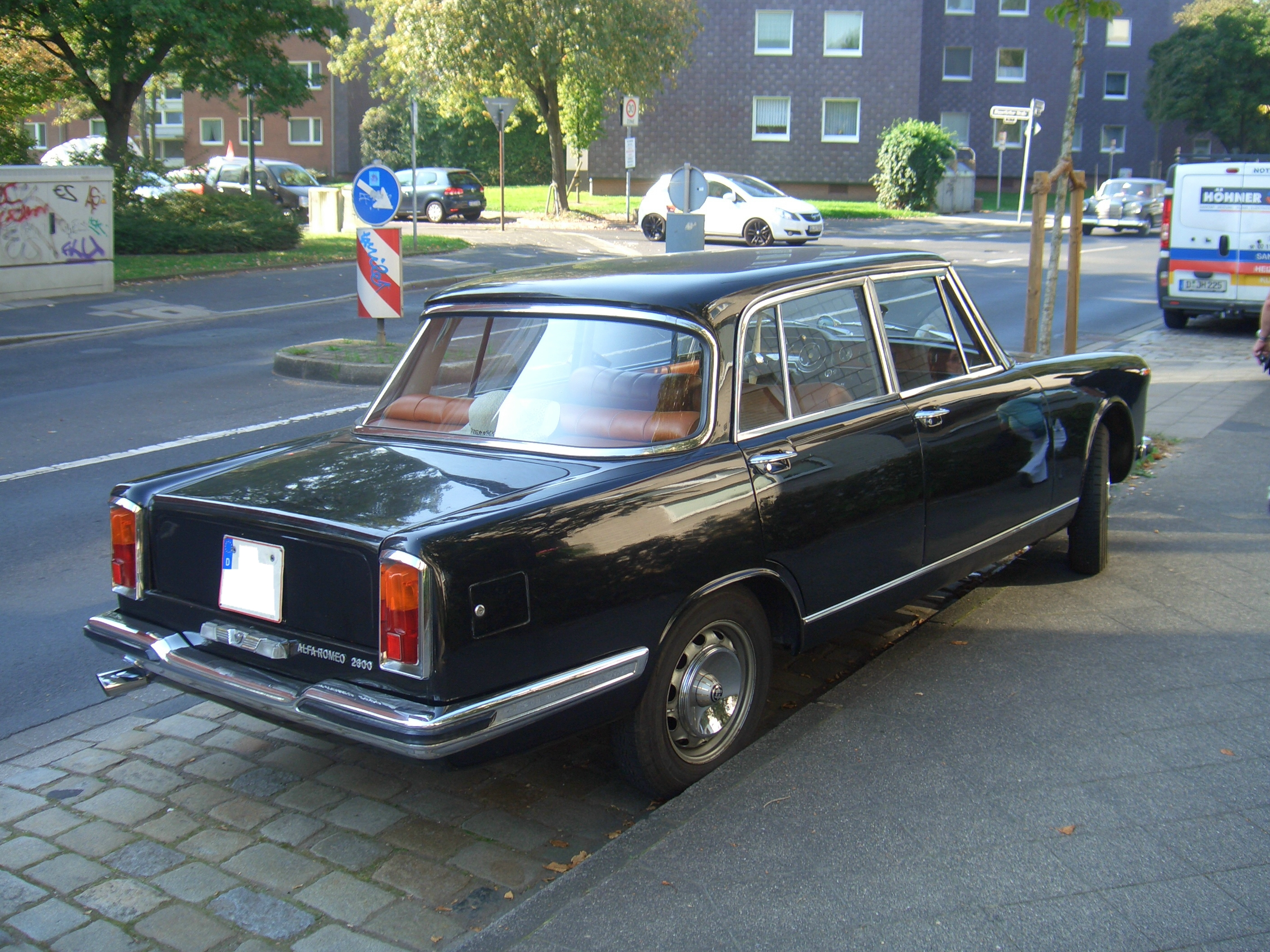
2600 Berlina вид сзади.
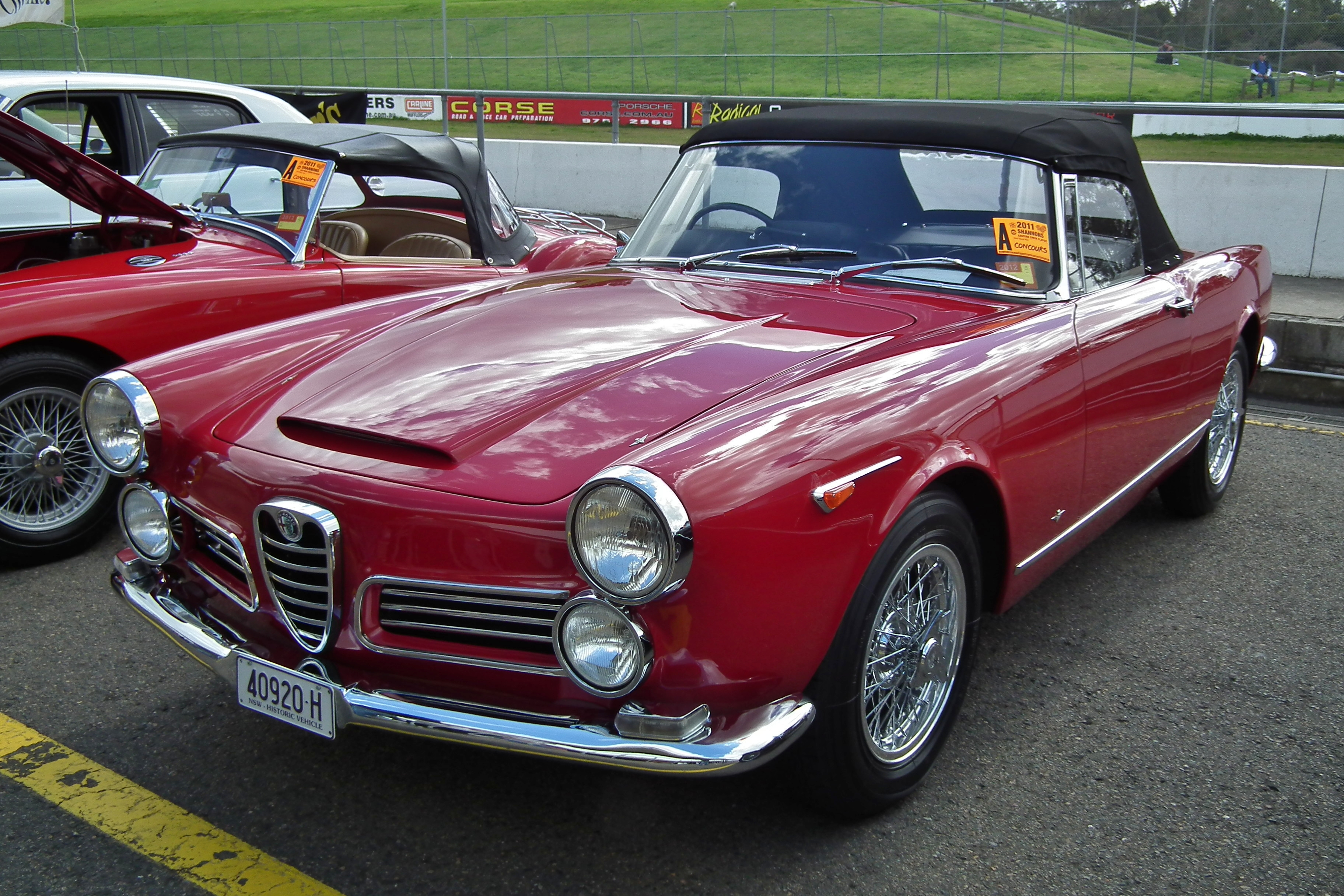
2600 Spider
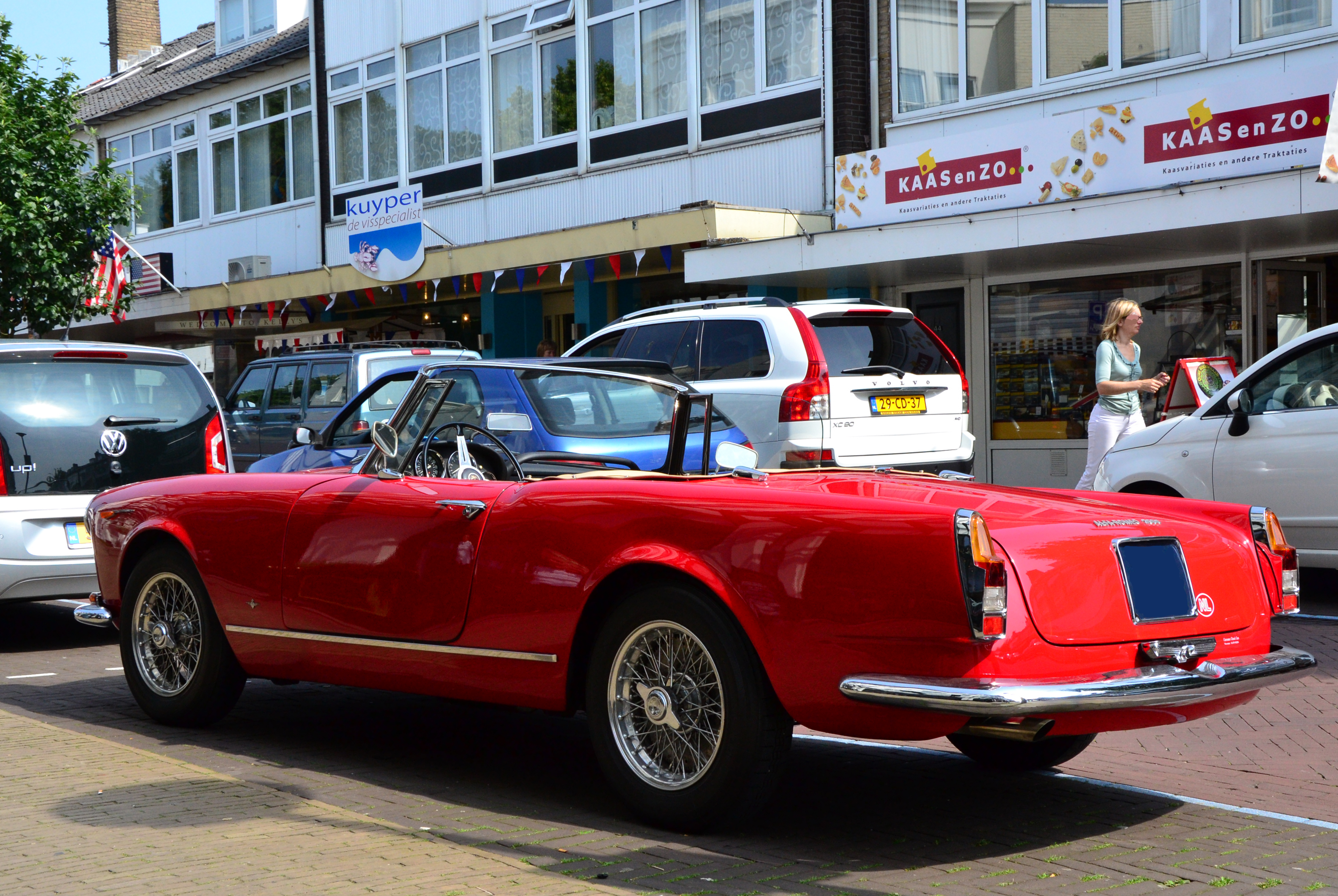
2600 Spider вид сзади
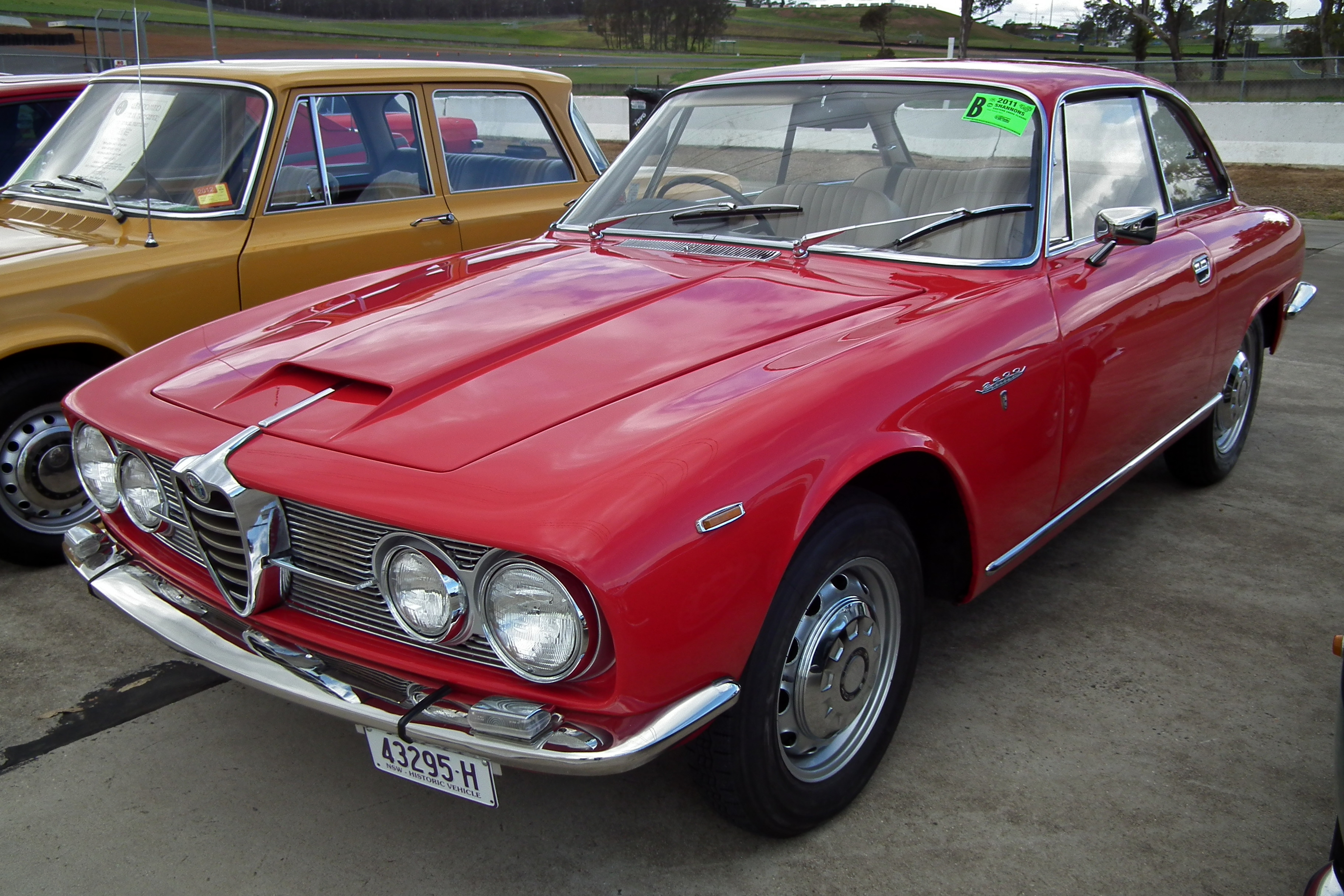
2600 Sprint
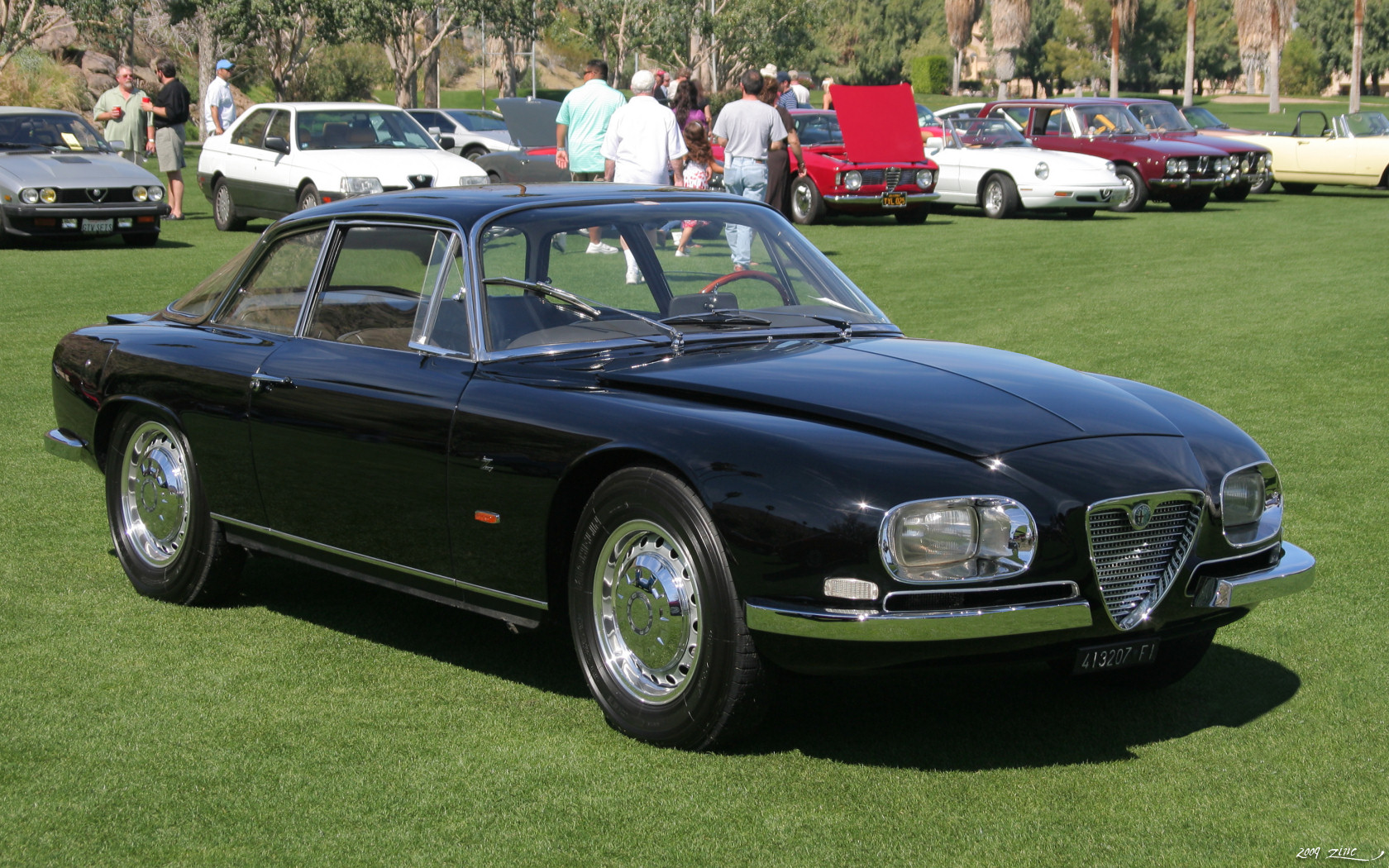
Sprint кузовного ателье Zagato
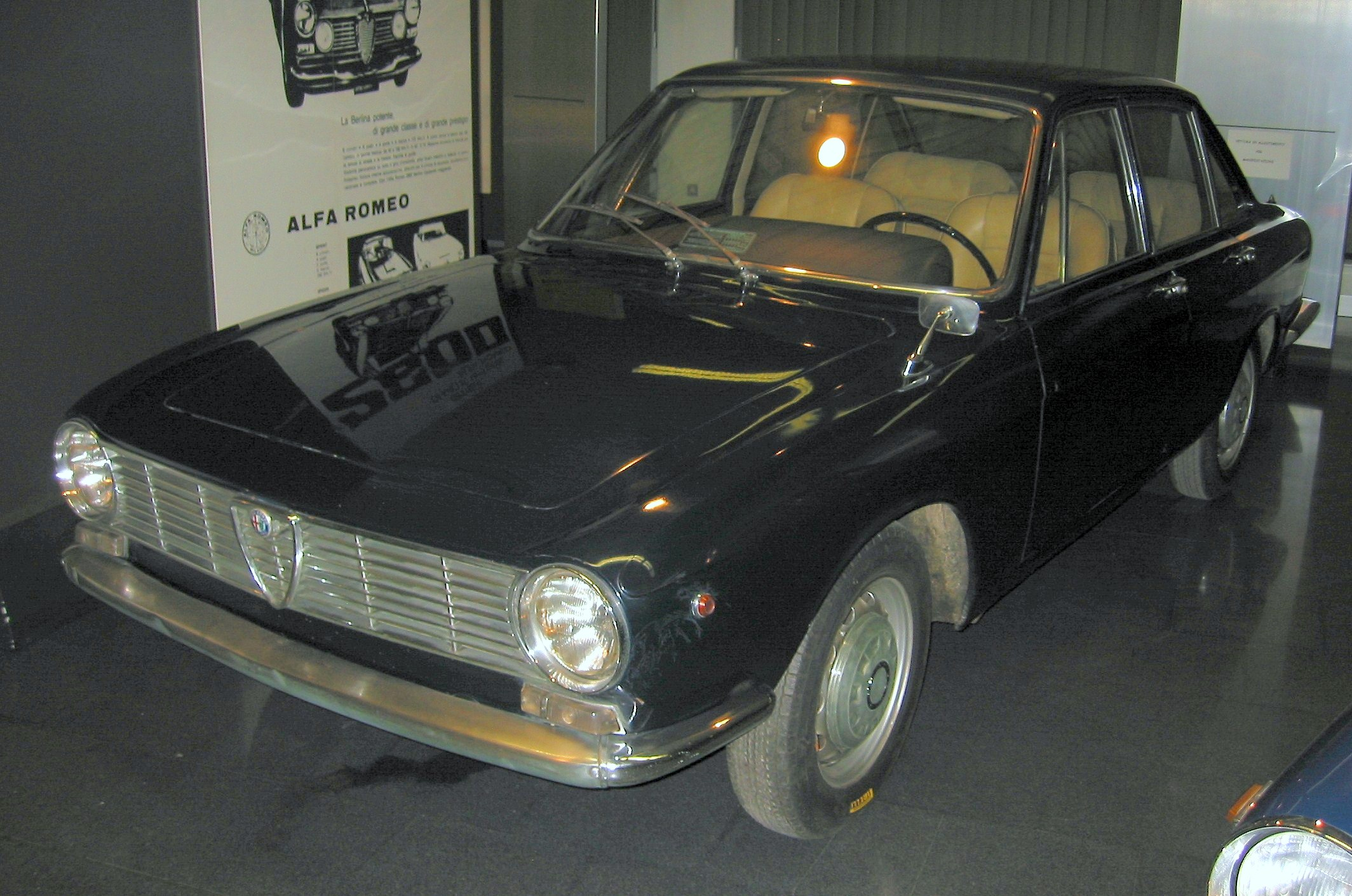
2600 Berlina De Luxe кузовоного ателье OSI